# خط طول 136° غرب
خط طول 136° غرب هو أحد خطوط الطول الجغرافية، والتي تمتد من القطب الشمالي الجغرافي إلى القطب الجنوبي الجغرافي، وحسب التحويل الزمني يتأخر خط طول 136° غرب عن خط غرينتش بـ9 ساعات و4 دقائق.

## من القطب إلى القطب
ينطلق خط طول 136° غرب من القطب الشمالي نحو القطب الجنوبي مرورا بالمناطق التي ترد في الجدول التالي:
| الإحداثيات                           | البلد أو الإقليم أو البحر | ملاحظات |
| ------------------------------------ | ------------------------- | --- |
| 90°0′N 136°0′W / 90.000°N 136.000°W  | المحيط المتجمد الشمالي    | |
| 74°24′N 136°0′W / 74.400°N 136.000°W | بحر بيوفورت               | |
| 69°11′N 136°0′W / 69.183°N 136.000°W | كندا                      | الأقاليم الشمالية الغربية يوكون (إقليم) — من 67°0′N 136°0′W / 67.000°N 136.000°W كولومبيا البريطانية — من 60°0′N 136°0′W / 60.000°N 136.000°W                               |
| 59°40′N 136°0′W / 59.667°N 136.000°W | الولايات المتحدة          | ألاسكا |
| 58°45′N 136°0′W / 58.750°N 136.000°W | حوض خليج المثلجة          | |
| 58°11′N 136°0′W / 58.183°N 136.000°W | الولايات المتحدة          | ألاسكا — تشيكاغوف (جزيرة) |
| 57°30′N 136°0′W / 57.500°N 136.000°W | المحيط الهادئ             | مرورا بغرب جزيرة كروزوف, ألاسكا, الولايات المتحدة (في 57°13′N 135°52′W / 57.217°N 135.867°W) · مرورا بشرق Maria Est atoll, تاهيتي (في 22°0′S 136°10′W / 22.000°S 136.167°W) |
| 60°0′S 136°0′W / 60.000°S 136.000°W  | المحيط الجنوبي            | |
| 74°39′S 136°0′W / 74.650°S 136.000°W | القارة القطبية الجنوبية   | المطالب الإقليمية بالقارة القطبية الجنوبية |